# Яси (циклон)
Циклон Яси — тропічний циклон, що сформувався в Кораловому морі на північ від Фіджі вночі 30 січня 2011.

## Наслідки
- Понад 180 тисяч будинків залишилися без електрики
- В Інгемі річка Герберт піднялася до рівня в 12,2 метра, ізолювавши місто
- У Таунсвілі циклон відключив електрику на водорозподільній та каналізаційній станціях
- У Кардуелі зруйновані і затоплені дороги, 200 будинків зруйновані
- Третина будинків у Туллі були зруйновані. Загинула 1 людина [1].